# Río Castaño
El Río Castaño es un curso de agua permanente ubicado en el extremo noreste del departamento Calingasta, en el extremo suroeste de la provincia argentina de San Juan.
Nace en el deshielo de la cordillera de los Andes, tiene como afluentes principales al río San Francisco y el río Atutía. Desemboca en el río de los Patos, junto a este forman el río San Juan. 
Su geografía es de una ancha quebrada con aguas rápidas, con ancho promedio de 10 m, con un caudal promedio de 13 m³/s y con una gran variedad de peces.
Entre las especies autóctonas de la fauna ictícola,se encuentra el bagre de torrente, páncora, y la perca (trucha criolla) en su tramo inferior. Por otro lado, han sido introducidas, hace casi un siglo la trucha marrón (Salmo Trutta) más norteña de la Argentina. En su tramo inferior también se encuentra la presencia de la trucha arcoíris (Oncorhynchus mykiss). 
Es conocido por un sitio ideal para la práctica de la pesca deportiva, modalidad fly cast o spinning, habiéndose registrado ejemplares de trucha marrón de hasta 3 kg. Teniendo un tamaño promedio de 0,300 kg. Sus aguas, proveen a las localidades de Villanueva, Puchuzún y Villacorral, pequeños poblados dedicados a la agricultura y pequeña ganadería. 
La fisonomía de su quebrada, cambia a lo largo de su recorrido. Su nacimiento, junta del río Atutía y San Francisco, se da en una quebrada estrecha en el sector de la cordillera frontal de los Andes,  que se abre luego de 20 km, al comienzo de la localidad de Villanueva. Desde allí el río se recuesta sobre su margen este, en las laderas de la precordillera, por una amplia quebrada pedregosa. Luego de 20 km, el curso del río cambia nuevamente, y escurre entre grandes alamedas, con pequeñas vertientes que afloran las márgenes de su quebrada. 
Es un río de caudal estable entre los meses de marzo y noviembre, con crecidas estivales producto del deshielo de la Cordillera de los Andes, y en menor proporción de las lluvias de verano.  

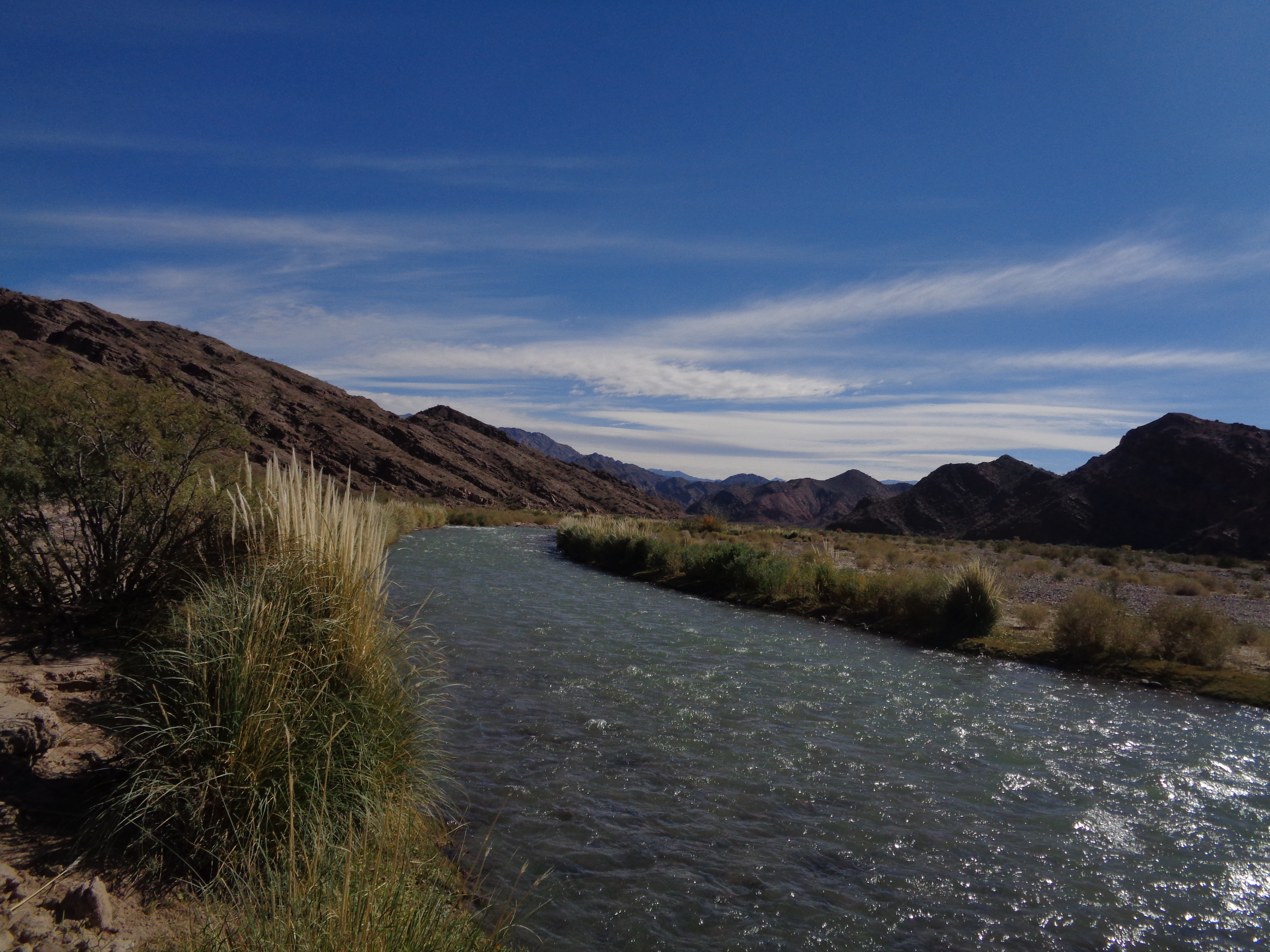
Rio castaño, san juan, argentina

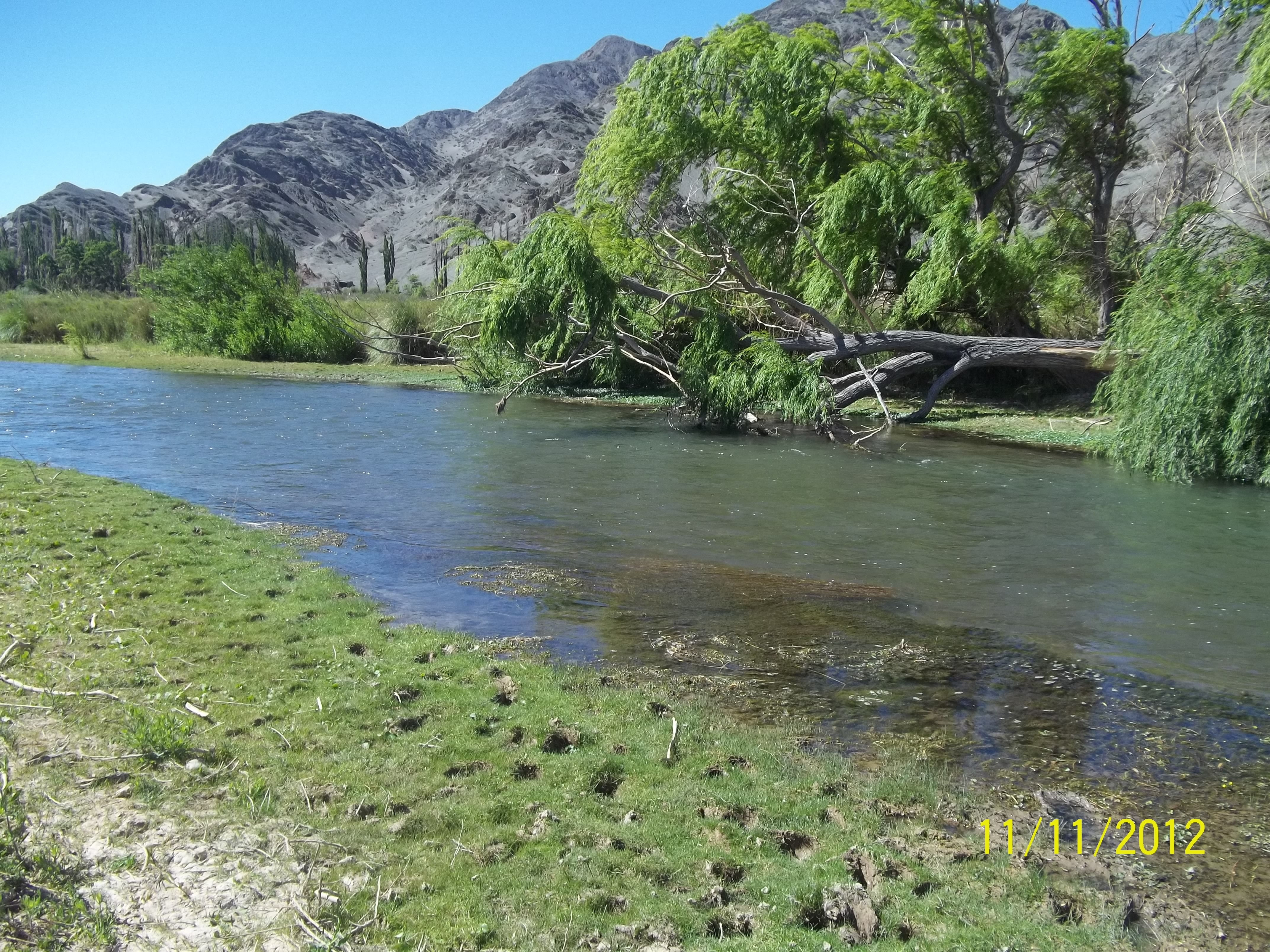
Río Castaño en Villacorral

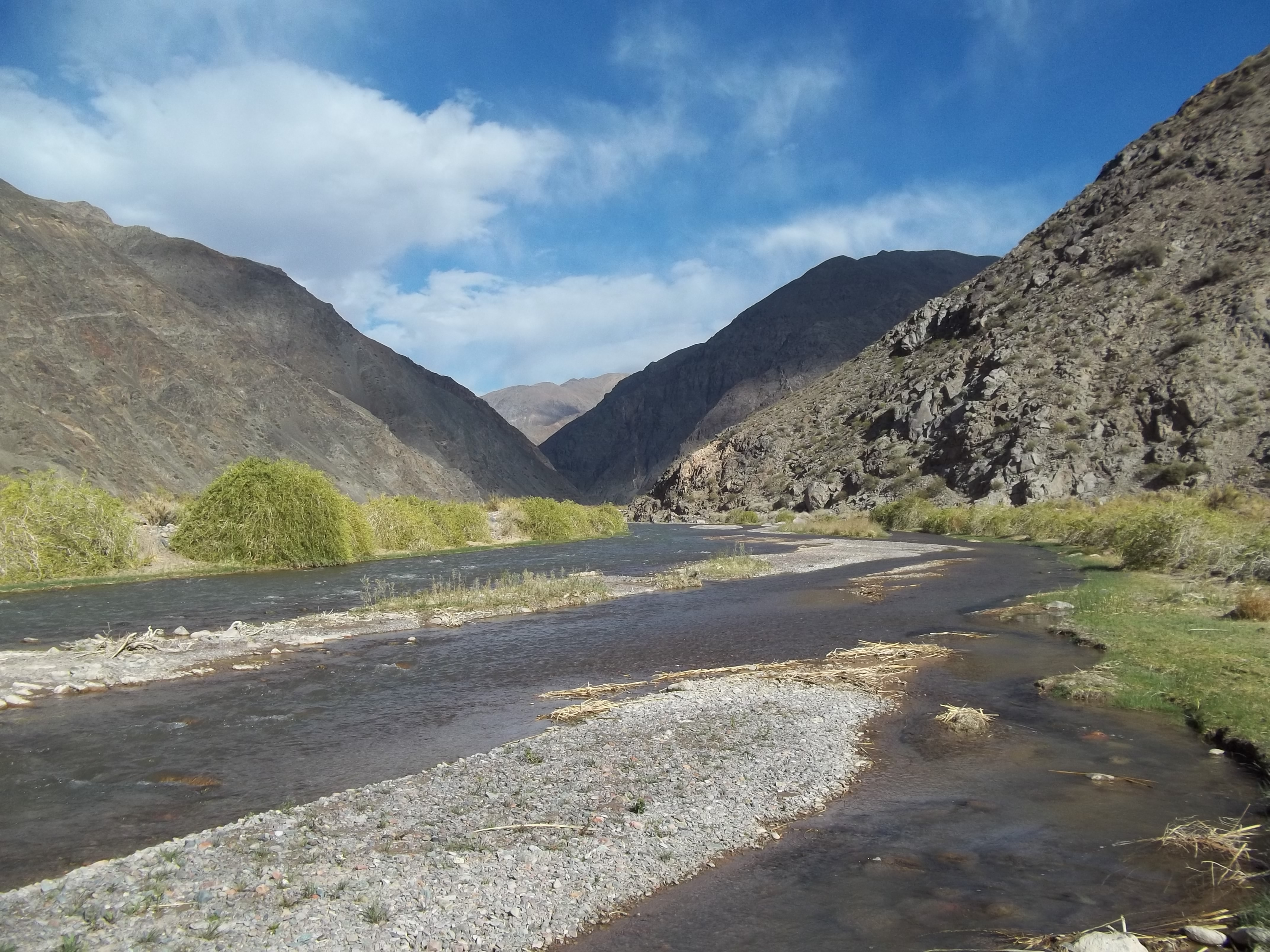
Río Castaño en Retamales

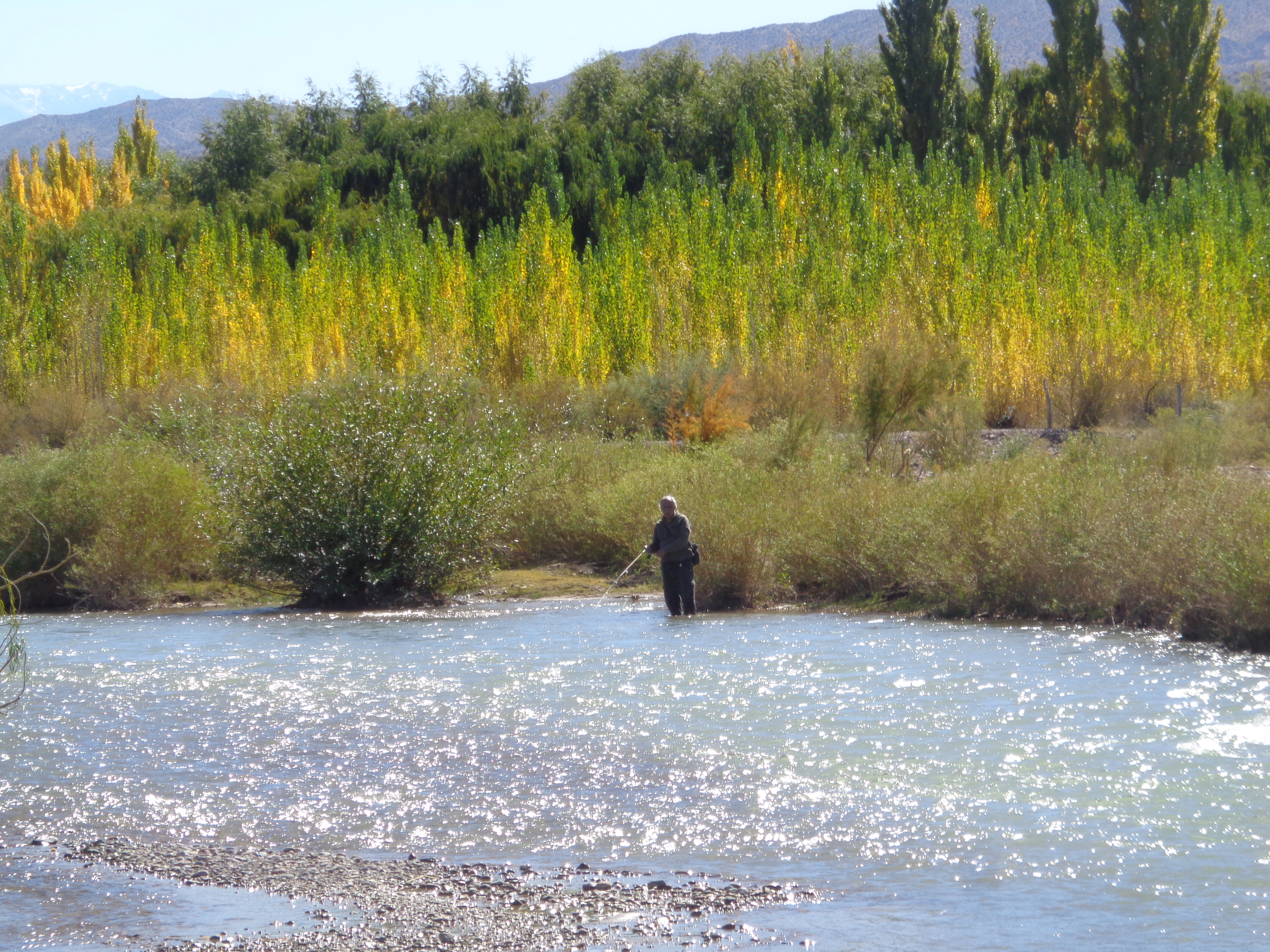
Río Castaño en Villanueva

- Datos: Q6114957
- Multimedia: Castaño River / Q6114957